# Musée des impressionnismes Giverny

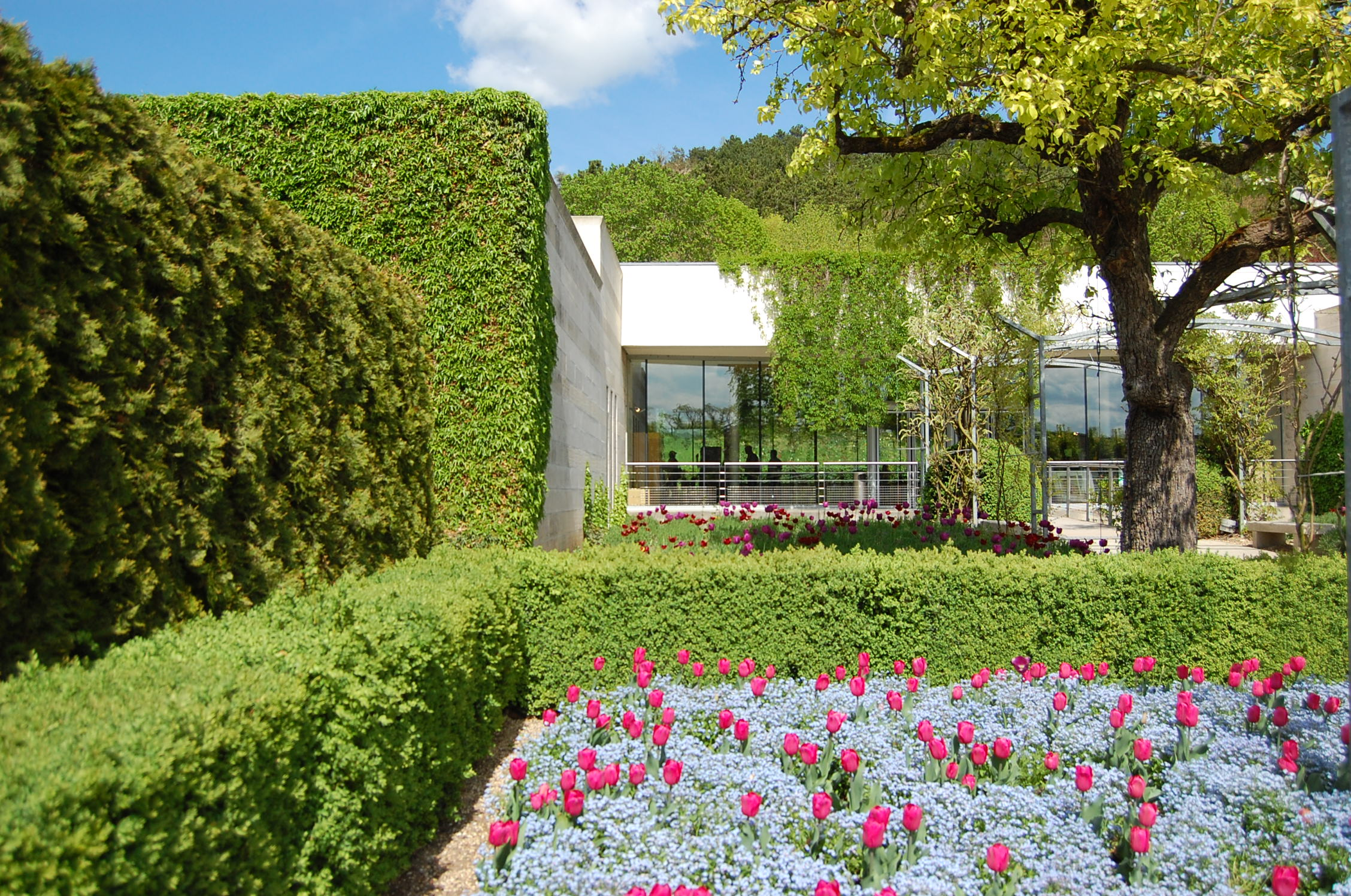
Eingang des Musée des impressionnismes Giverny

Das Musée des impressionnismes Giverny ist ein Kunstmuseum in Giverny im französischen Département Eure. Es widmet sich vorrangig der Kunst des Impressionismus.

## Geschichte
Das Museum befindet sich in Giverny, dem Wohnort des Malers Claude Monet von 1883 bis zu seinem Tod 1926. Von Monet beeinflusst, ließen sich im Ort Ende des 19. Jahrhunderts mehrere Maler aus den Vereinigten Staaten nieder und bildeten eine Künstlerkolonie. 1992 eröffnete der amerikanischen Kunstsammler Daniel J. Terra in der Nähe von Monets  Haus das Musée d’Art Américain. Es zeigte in den Folgejahren eine Reihe von Ausstellungen mit Werken von amerikanischen Künstlern des Impressionismus, die in Giverny gelebt hatten oder in besonderer Weise mit Frankreich verbunden waren. Das von der Terra Foundation for American Art betriebene Museum bestand auch nach dem Tod des Gründers 1996 weitere Jahre fort, stellte jedoch zum Jahresende 2008 den Betrieb ein.
2009 wurde das Musée des impressionnismes Giverny als Établissement Public de Coopération Culturelle (EPCC) begründet. Es entstand als Gemeinschaftsprojekt der Terra Foundation for American Art, des Conseil général de l’Eure (Bezirksregierung des Département Eure), des Conseil général de la Seine-Maritime (Bezirksregierung des Département Seine-Maritime), der Regionalverwaltung Hauts-de-France, des Gemeindeverbands Vernon, der Stadt Vernon und des Pariser Musée d’Orsay. Das neue Museum nutzt seit dieser Zeit die Räume des ehemaligen Musée d’Art Américain. Diese wurden bis 2014 von der Terra Foundation zur Verfügung gestellt und anschließend mit den umliegenden Grundstücken an das Établissement Public de Coopération Culturelle übertragen. In diesem Zusammenschluss tragen die regionalen Verwaltungen die Kosten des laufenden Museumsbetriebes, die Terra Foundation for American Art und das Musée d’Orsay unterstützten das Museum durch Leihgaben und wissenschaftliche Expertise.

## Architektur

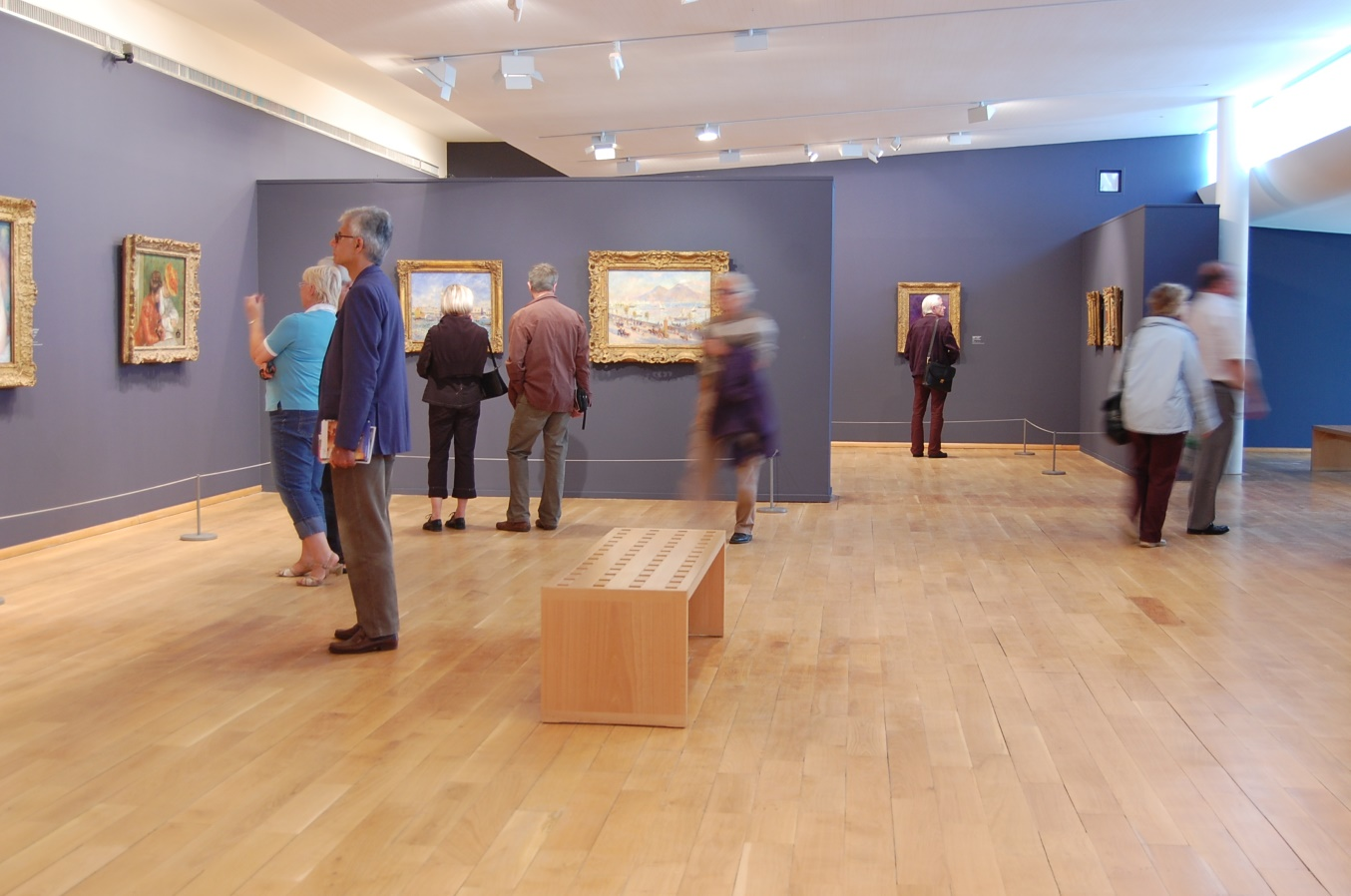
In den Ausstellungsräumen des Museums

Das Museum befindet sich in Giverny in der Rue Claude Monet Nr. 99. Besucher betreten das Museum durch einen mit Hecken und Beeten aufwendig gestalteten Garten. Architekt Philippe Robert vom Architekturbüro Reichen et Robert entwarf ein zweigeschossiges Museumsgebäude, das sich in die Hanglage des Geländes einfügt. Die Architektur tritt kaum hervor; Glasflächen, teilweise bewachsene Kalksteinwände und begrünte Flachdächer bestimmen die äußere Erscheinung.
Im Inneren des Gebäudes gibt es im Erdgeschoss den großzügig angelegten Eingangsbereich mit Kasse und Museumsshop, drei abgestuft hintereinanderliegende große Ausstellungsräume und das Restaurant mit Außenterrasse. Im Untergeschoss liegen ein Konferenz- und Konzertsaal für etwa 200 Personen und kleinere Ausstellungskabinette. Zum Museum gehören einige weitere Gebäude, wie das ehemalige Wohnhaus der Malerin Lilla Cabot Perry. Diese Gebäude sind jedoch nicht für Besucher geöffnet.

## Ausstellungen
Ziel des Museums ist es, die Geschichte des Impressionismus und Postimpressionismus aufzuzeigen, die Künstler und ihre Werke vorzustellen, und den Einfluss dieser Kunst auf nachfolgende Generationen darzustellen. Jedes Jahr finden hierzu meist zwei Wechselausstellungen statt, die sich entweder auf einen Künstler konzentrieren oder sich einem übergeordneten Thema widmen. Darüber hinaus begann das Museum eine eigene Kunstsammlung aufzubauen.
- 2009 – Le jardin de Monet à Giverny : l’invention d’un paysage (Schau zu Claude Monets Garten mit Gemäldes des Künstlers und Fotografien)
- 2009 – Joan Mitchell, Peintures (Werkschau der Malerin Joan Mitchell)
- 2010 – L’impressionnisme au fil de la Seine (Ausstellung im Rahmen des Festival Normandie Impressionniste mit Werken verschiedener Künstler, die entlang der Seine entstanden)
- 2010 – Olivier Mériel. Lumière argentique : Sur les traces de l’impressionnisme en Normandie (Arbeiten des Fotografen Olivier Mériel, die Orte der Impressionisten in der Normandie zeigen)
- 2010 – Maximilien Luce, néo-impressionniste. Rétrospective (Werkschau des Malers Maximilien Luce)
- 2011 – Bonnard en Normandie (Werkschau des Malers Pierre Bonnard)
- 2011 – La Collection Clark à Giverny, de Manet à Renoir (Meisterwerke des Impressionismus aus dem Sterling and Francine Clark Art Institute)
- 2012 – Maurice Denis, L’Éternel Printemps (Werkschau des Malers Maurice Denis)
- 2012 – Monet intime. Photographies de Bernard Plossu (Fotografien von Bernard Plossu, die im Garten und Haus von Claude Monet entstanden)
- 2012 – De Delacroix à Signac. Dessins de la collection Dyke (Französische Zeichnungen von Eugène Delacroix bis Paul Signac aus der Sammlung James T. Dyke)
- 2013 – Signac, les couleurs de l’eau (Werkschau des Malers Paul Signac)
- 2013 – Hiramatsu, le bassin aux Nymphéas. Hommage à Monet (Schau mit Werken des Malers Hiramatsu Reiji, die sich mit Monets Garten beschäftigen)
- 2014 – L’Impressionnisme et les Américains (Schau mit Werken der amerikanischen Impressionisten)
- 2014 – Bruxelles, une capitale impressionniste (Schau mit Werken verschiedener belgischer Maler)
- 2015 – Degas, un peintre impressionniste? (Werkschau des Malers Edgar Degas)
- 2015 – Photographier les jardins de Monet. Cinq regards contemporains (Zeitgenössische Fotografen im Garten von Claude Monet)
- 2016 – Caillebotte, peintre et jardinier (Werkschau des Malers Gustave Caillebotte)
- 2016 – Sorolla, un peintre espagnol à Paris (Werkschau des Malers Joaquín Sorolla)
- 2017 – Tintamarre ! Instruments de musique dans l’art, 1860–1910 (Musik in der Kunst von 1860 bis 1910)
- 2017 – Manguin, la volupté de la couleur  (Werkschau des Malers Henri Manguin)
- 2018 – Japonismes / Impressionnismes (Wechselwirkungen zwischen Japonismus und Impressionismus)
- 2018 – Henri-Edmond Cross, peindre le bonheur (Werkschau des Malers Henri-Edmond Cross)
- 2019 – Monet – Auburtin. Une rencontre artistique (Gegenüberstellung von Werken Monets mit denen von Jean Francis Auburtin)
- 2019 – Ker-Xavier Roussel. Jardin privé, jardin rêvé (Werkschau des Malers Ker-Xavier Roussel)
- 2020 – Reflets d'une collection (Schau mit Werken der museumseigenen Sammlung)
- 2020 –  L'Atelier de la nature, 1860-1910. Invitation à la Collection Terra
- 2021 – Côté jardin. De Monet à Bonnard (Gärten als Sujet in den Werken der Impressionisten und Nabis)
- 2021 – Eva Jospin. De Rome à Giverny (Werkschau der Bildhauerin Eva Jospin)
- 2022 – Monet/Rothko (Gegenüberstellung von Werken Monets mit denen von Mark Rothko)
- 2022 – L'été de la collection (Dialog zwischen Werken des Impressionismus und der zeitgenössischen Kunst aus der Sammlung des Museums)
- 2022 – Ange Leccia. Au Film du temps (Werkschau des Künstlers und Filmregisseurs Ange Leccia)
- 2023 – Les Enfants de l'impressionnisme
- 2023 – Renoir à Guernesey, 1883
- 2023 – Flower Power
- 2024 – L'Impressionnisme et la mer
- 2024 – Hiramatsu Reiji. Symphonie des Nymphéas

## Sammlung

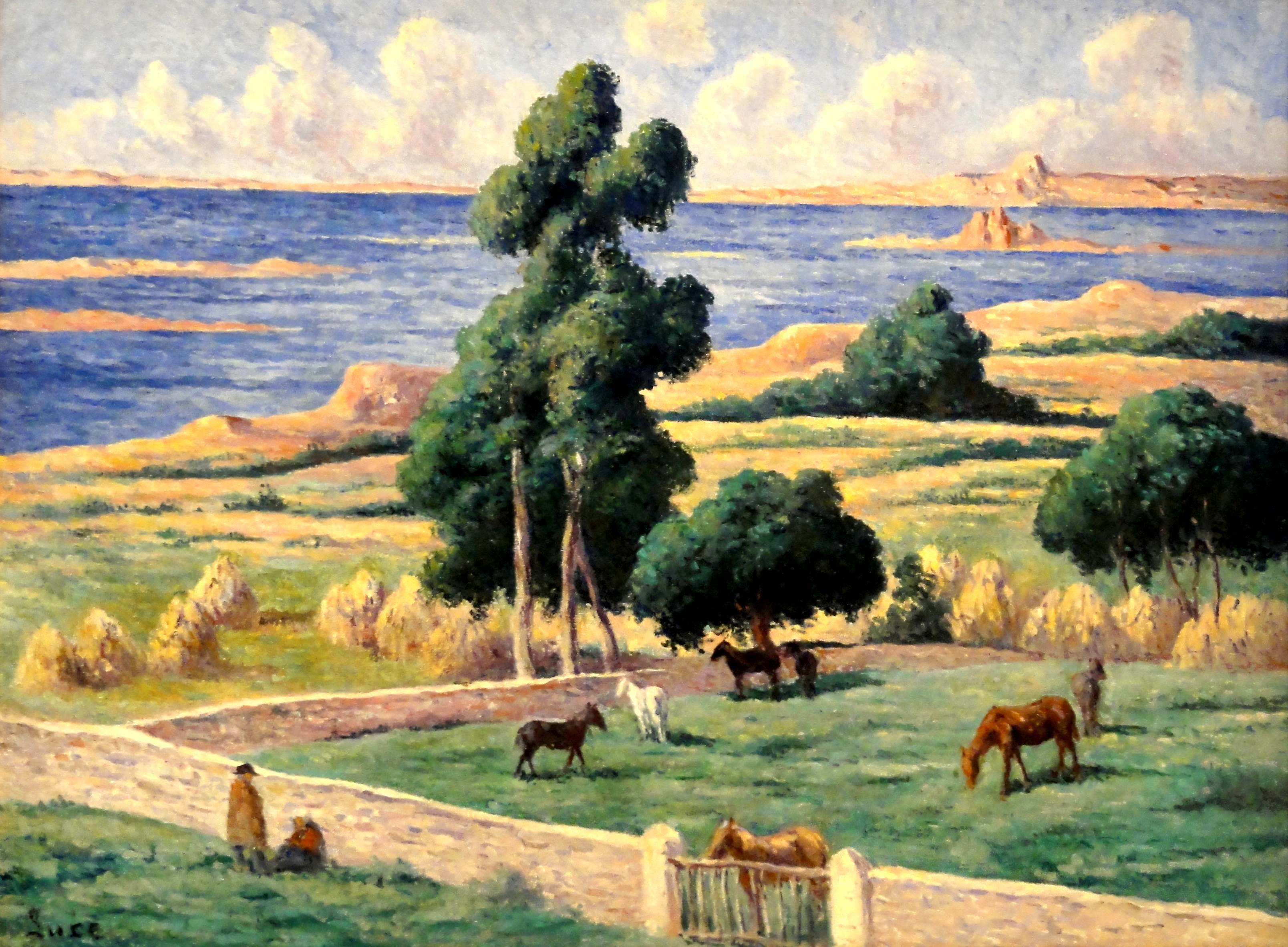
Maximilien Luce: L’Île à Bois, Kermouster, Lézardrieux

Bei der Gründung des Museums wurde als Aufgabenschwerpunkt die Veranstaltung von Wechselausstellungen festgelegt. Eine eigene Kunstsammlung war zunächst nicht vorgesehen. Vor allem durch Stiftungen erhielt das Museum in den Folgejahren einen kleinen eigenen Sammlungsbestand, der eng mit der Thematik des Hauses verbunden ist. Darüber hinaus konnte das Museum selbst einige Werke erwerben, die meist im Zusammenhang mit im Haus gezeigten Ausstellungen standen. Seit 2014 unterstützt der Freundeskreis Société des amis du musée des impressionnismes Giverny das Museum durch Spenden.
Bereits im Eröffnungsjahr 2009 erwarb das Museum eine Zeichnung von Pierre Bonnard, die seine Frau Marthe Bonnard zusammen mit Claude Monet zeigt. 2010 erhielt das Museum als Geschenk die beiden Gemälde La Briqueterie und L’Île à Bois, Kermouster, Lézardrieux von Maximilien Luce. Von Claire Denis, der Enkeltochter des Malers Maurice Denis, kamen die Gemälde ihres Großvaters Soleil blanc sur les blés und Portrait Claude Monet in die Sammlung. Das Museum kaufte vom selben Künstler zudem das Bild Reflet de soleil sur la rivière. Im Zusammenhang mit der 2013 im Museum gezeigten Ausstellung des zeitgenössischen japanischen Nihonga-Malers Hiramatsu Reiji erwarb das Museum einen Werkblock von insgesamt 22 Gemälden, fünf Wandschirmen sowie Arbeiten auf Papier. Nach der im Haus gezeigten Caillebotte-Ausstellung bat das Museum um Spenden für den Erwerb der dort gezeigten vier Gemälde Parterre de marguerites, die ursprünglich als Dekoration im Esszimmer des Künstlers dienten. Diese Werke konnten 2016 für die Sammlung erworben werden. Hinzu kamen als Geschenk der Terra Foundation for American Art die beiden Landschaftsbilder L’Epte, Giverny und La Ferme von John Leslie Breck. Im Dezember 2016 erhielt das Museum von Charlotte Hellman, Urenkelin des Malers Paul Signac, eine Zeichnung des Künstlers.
Das Museum verfügt zudem über eine Sammlung mit Fotografien. Hierzu gehören 60 Arbeiten von Bernard Plossu, die den Garten von Claude Monet zeigen. Andere Fotoarbeiten der Sammlung stammen von Olivier Mériel, André Ostier und Henri Foucault.